# Peter Jenner

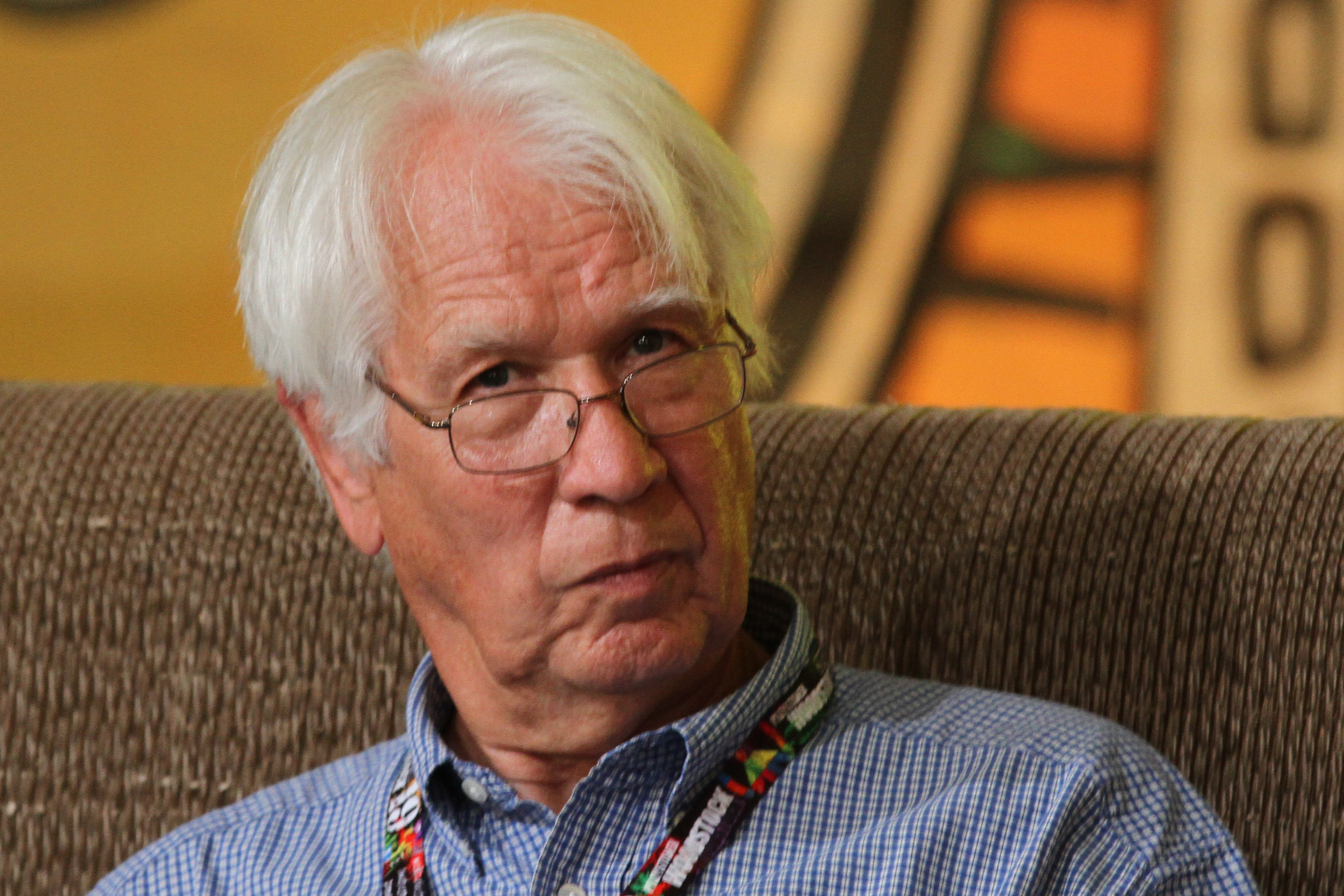
Peter Jenner auf der Haltestelle Woodstock 2013

Peter Jenner (* 1943) ist ein britischer Musikmanager und Produzent. Jenner, Andrew King und die ursprünglichen vier Mitglieder von Pink Floyd waren Partner bei Blackhill Enterprises.

## Leben
Nach seinem Abschluss in Wirtschaftswissenschaften an der University of Cambridge unterrichtete Jenner an der London School of Economics. 1966 war er so begeistert von einem Auftritt der jungen Band Pink Floyd im Londoner Marquee Club, dass er beschloss, ihr Management zu übernehmen. Zusammen mit der Band und seinem Freund Andrew King gründete Jenner Blackhill Enterprises. Das Unternehmen verschaffte der noch wenig bekannten Gruppe neue Instrumente, Auftritte, Besprechungen in der Presse und einen Plattenvertrag. Jenners Stimme ist zu hören am Anfang des ersten Titels Astronomy Domine des ersten Albums The Piper at the Gates of Dawn von Pink Floyd.
Nachdem Syd Barrett 1968 aus der Band ausgeschieden war, beendeten Jenner und King die Zusammenarbeit mit Pink Floyd, da sie nicht an deren Erfolg ohne Barrett glaubten. Blackhill betreute weiterhin Barrett (Aufnahmen zu The Madcap Laughs) und zusätzlich etliche andere Künstler, darunter Marc Bolan, Ian Dury, Roy Harper, The Clash und The Edgar Broughton Band.
Anfang der 1980er Jahre löste sich Blackhill Enterprises auf, und Jenner gründete mit seiner Frau Sumi Sincere Management. Das Unternehmen betreute unter anderem die Künstler Billy Bragg, Eddi Reader, Sarah Jane Morris, Robyn Hitchcock, The Unbending Trees und Outside Royalty.